# Główne
Główne – wieś w Polsce położona w województwie lubelskim, w powiecie radzyńskim, w gminie Radzyń Podlaski.
W latach 1975–1998 miejscowość administracyjnie należała do województwa bialskopodlaskiego.
Wieś jest sołectwem w gminie Radzyń Podlaski. Według Narodowego Spisu Powszechnego wieś w 2021 liczyła 158 mieszkańców.
Wierni Kościoła rzymskokatolickiego należą do parafii św. Andrzeja Boboli w Gąsiorach.